# Софія Вюртемберзька (1563—1590)
Софія Вюртемберзька (нім. Sophie von Württemberg; 20 листопада 1563, Штутгарт, Вюртемберзьке герцогство — 21 липня 1590, Фаха, Саксен-Веймар, Священна Римська імперія) — принцеса Вюртемберзька з Вюртемберзького дому, донька герцога Вюртембергу Крістофа та принцеси Бранденбург-Ансбахської Анни Марії, перша дружина герцога Саксен-Веймару Фрідріха Вільгельма I.

## Біографія
Народилася 20 листопада 1563 року у Штутгарті. Була найменшою, дванадцятою, дитиною та восьмою донькою в родині герцога Вюртембергу Крістофа та його дружини Анни Марії Бранденбург-Ансбаської. На момент її народження живими з її братів і сестер залишились дев'ятеро. Мешкало сімейство у Штутгартському палаці.
Втратила батька у віці 5 років. Матір після цього кілька років перебувала в депресії. Наступним правителем Вюртемберга став брат принцеси, Людвіг, відомий як ревний лютеранин.
У віці 19 років Софія стала дружиною 21-річного герцога Саксен-Веймару Фрідріха Вільгельма I. Весілля пройшло 5 травня 1583 у Веймарі. У подружжя народилося п'ятеро дітей.
Чоловік Софії витрачав великі гроші на будівництво, мандрівки, подарунки та коштовності, що призвело згодом до браку коштів. Вже після смерті Софії він обмежив витрати своєї сім'ї 8 000 флоринів на рік замість колишніх 83 000.
Померла 21 липня 1590 року у Фасі, де народила молодшого сина. Дитина при пологах також загинула. Похованау Веймарській міській кірсі Святих Петра і Павла (кірха Гердера).
За рік Фрідріх Вільгельм одружився вдруге.

## Родина
Чоловік — Фрідріх Вільгельм I
Діти:

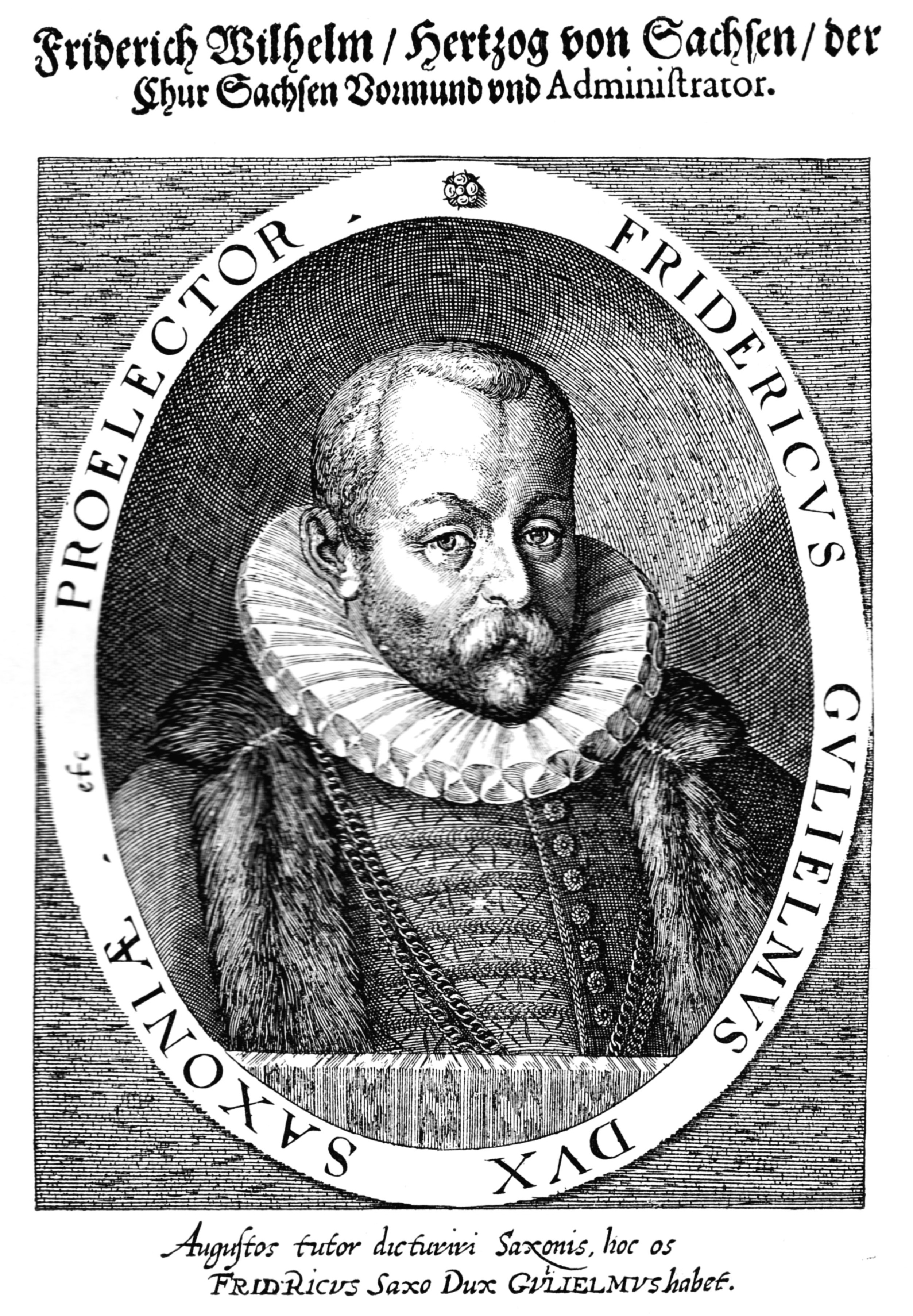
Фрідріх Вільгельм I на гравюрі

- Доротея Марія (1584—1586) — прожила два роки;
- Йоганн Вільгельм (1585—1587) — прожив півтора роки;
- Фрідріх (1568—1587) — прожив 4 місяці;
- Доротея Софія (1587—1645) — настоятелька Кведлінбурзького абатства з 1617 року, одружена не була, дітей не мала;
- Анна Марія (1589—1626) — одружена не була, дітей не мала;